# Sherlock Holmes Baffled
 For alternative betydninger, se Sherlock Holmes (flertydig). (Se også artikler, som begynder med Sherlock Holmes)
Sherlock Holmes Baffled (da.: ~ Sherlock Holmes forvirret) er en amerikansk 30 sekunder lang stumfilm fra 1900 med cinematografi af Arthur Marvin. Filmen er den første kendte film med Sir Arthur Conan Doyles fiktive detektiv Sherlock Holmes. Den korte film viser en tyv, der stjæler en sæk med ting tilhørende Sherlock Holmes. Tyven kan på mystisk vis pludselig forsvinde og komme tilbage igen, og Holmes' forsøg på at stoppe tyven er resultatsløse.
Filmen er fra 1900 men blev først registreret i 1903. De to medvirkende personer er ukendte, og filmen var i mange år anset som tabt, indtil filmen blev fundet igen i 1968 i The Library of Congress.
Filmen blev oprindeligt vist i Mutoscope-maskiner i arkader for én person ad gangen.

## Handling
Sherlock Holmes træder ind i sin stue og ser, at en tyv er i færd med at stjæle Holmes' effekter. Da Holmes konfronterer tyven, forsvinder denne i samme øjeblik. Holmes forsøger i første omgang at ignorere begivenheden ved at tænde en cigar, men da tyven pludselig dukker op igen ud af det blå, forsøger Holmes at tage den stjålne sæk tilbage. Han trækker en pistol og affyrer den mod den ubudne gæst, som igen forsvinder. Efter at Holmes har fået fat på sækken, forsvinder sækken ud af Holmes' hånd og ind i tyvens, som prompte forsvinder gennem et vindue. På dette tidspunkt slutter filmen brat med, at Holmes ser "forvirret ud".

## Produktion
Filmen blev produceret af American Mutoscope and Biograph Company og var beregnet til at blive vist på Mutoscope, en tidlig filmfremviser, der blev var blevet patenteret af Herman Casler i 1894. Ligesom Thomas Edisons Kinetoskop projicerede Mutoscope ikke på en filmlærred, men seeren kunne se filmen ved at kigge ind i apparatet, hvilken indebar, at filmen kun kunne ses af en person ad gangen. Mutoscope var billigere og enklere end Kinetoskope, og blev hurtigt det dominerede system i arkader, hvor publikum smed en mønt i maskinen, hvor en kort film herefter blev vist.
Mutoskopet fungerede efter samme princip som en "flipbog", med individuelle billedrammer trykt på fleksible kort, der var fastgjort til en cirkulær kerne, som drejede rundt med et brugerbetjent håndsving. Kortene blev oplyst af elektriske pærer inde i maskinen; et system udviklet af Arthur Marvins bror, Henry, en af grundlæggerne af The Biograph Company. Tidlige maskiner var afhængige af reflekteret naturligt lys.
For at undgå at krænke Edisons patenter benyttede Biograph mellem 1895 og 1902 kameraer, der optog 68 mm film med et areal på 2 x 2½ tommer (5,08 x 6,35 mm), hvilket areal var fire gange større end Edisons 35mm-format. Filmrullerne var ikke for-perforerede, men kameraet perforerede selv råfilmen, således at der blev vist 30 rammer pr. sekund. Sherlock Holmes Baffled varede 30 sekunder, men længden afhang af, hvor hurtigt der blev drejet rundt på håndtaget, der styrede filmens hastighed.
Instruktør og cinematograf på Sherlock Holmes Baffled var Arthur Weed Marvin, der arbejdede som kameramand på Biograph. Marvin optog over 418 korte film mellem 1897 og 1911 og var kendt for at filme vaudevilleartister. Han blev senere kendt som kameramand på D. W. Griffiths tidligere stumfilm. De medvirkende i Sherlock Holmes Baffled er ikke registreret noget sted, og deres identitet kendes derfor ikke.
Film produceret af Biograph før 1903 var primært korte aktuelle film, typisk dokumentaroptagelser af personer, steder eller begivenheder, men Sherlock Holmes Baffled er et eksempel på en tidlig komediefilm med en handling. Filmen er optaget på taget af Biographs studier på Broadway i New York City. Ifølge Christopher Redmonds Sherlock Holmes Handbook blev filmen optaget den 26. april 1900. Julie McKuras angiver, at filmen blev udgivet måneden efter, men selvom filmen blev udgivet allerede i maj 1900, blev Sherlock Holmes Baffled først registreret i det amerikanske copyright-system den 24. februar 1903, hvilken dato også er angivet i filmens copyrightangivelse.

## Genopdagelse
Det var i mange år antaget, at filmen var gået tabt, indtil en Sherlock Holmes-historiker i Library of Congress i 1968 fandt en papirkopi af filmen. Da værker på fotografisk film ikke var omfattet af amerikansk ophavsretslovgivning før 1912, sendte filmstudierne i stedet papirudgaver af film, der ønskedes ophavsretligt beskyttet. Disse kopier blev fremstillet ved at benytte lysfølsomt papir med samme bredde og længde som selve filmen og behandlet som var der tale om almindelig fotografisk film. Både The Edison Company og The Biograph Company indsendte hele spillefilm som papirkopier, og det er i denne form, at de fleste tidlige film er bevaret. Sherlock Holmes Baffled er senere blevet overført til 16mm-film i Library of Congress' samling.

## Analyse
Handlingen i Sherlock Holmes Baffled er ikke hentet fra Sir Arthur Conan Doyles berømte fortællinger om Sherlock Holmes. Det er sandsynligt, at navnet alene er anvendt for at tiltrække publikums interesse. Filmen er optaget med et enkelt kamera, der filmer scenen, og formålet med filmen er formentlig at vise grundlæggende filmtricks, herunder "stop trick"-teknikken, der var udviklet af den fransk filmpioner Georges Méliès fire år forinden i 1900.
Sherlock Holmes Baffled er den første film i en trend blandt tidlige filmskabere, der viser hovedpersonen som en sjov figur; i dette tilfælde efterlades den noget uformelt klædte Holmes "forvirret" af en indbrudstyv, i modsætning til skarpe detektiv, hvis navn figuren hentyder til. William K. Everson bemærkede i sin bog The Detektive in film, at Sherlock Holmes Baffled i lighed med alle andre stumme detektivfilm, "arbejdede under vanskeligheden af ikke at være i stand til at vise langvarige dialoger eller mundtlige deduktioner ... vægten blev lagt på mystik eller fysisk handling snarere end på litterært afledte reflektioner." Det var først i 1916, at William Gillette med filmen Sherlock Holmes foretog den første seriøse adaptering af Conan Doyles Sherlock Holmes-figur. Der er gættet på. at den anonyme skuespillers udseende og kostume i Sherlock Holmes Baffled er en efterligning af Gillettes gengivelse af Holmes i skuespillet Sherlock Holmes, der havde haft sin Broadway-premiere den 6. november 1899.
Da filmen blev genopdaget i 1968, blev det i rapporten herom angivet, at "det er en tidlig trickfilm, der tydeligt er lavet til at blive set på et mutoskop eller en peepshow-maskine. Selvom det er et lille, trivielt stykke, er filmen historisk som værende den tidligst kendte brug af Sherlock Holmes i levende billeder." Det er blevet hævdet, at Sherlock Holmes er den mest benyttede filmkarakter i filmhistorien.